# Kebechet
Kebechet, còn được gọi là Qebehet, Kebhut, Kebehut, Qebehut và Kabechet (nghĩa là "tẩy uế, thanh lọc" hoặc "dòng nước mát"), là một nữ thần trong văn hóa Ai Cập cổ đại, hiện thân của dòng nước tinh khiết và sự thanh tẩy.

## Thần thoại
Kebechet là con gái của thần ướp xác Anubis và nữ thần Anput. Kebechet thường được mô tả gọi là một con rắn, hoặc là một người phụ nữ với cái đầu rắn, đôi khi là một con đà điểu châu Phi. Kebechet sử dụng dòng nước sạch để gột rửa linh hồn của người chết, trước khi bắt đầu quá trình ướp xác.
Kebechet xuất hiện lần đầu tiên vào thời kỳ Vương triều thứ 5, được đề cập qua những dòng văn tự khác trên Kim tự tháp của pharaon Pepi I.